# Pseudoterpna extrema
Pseudoterpna extrema är en fjärilsart som beskrevs av Barend J. Lempke 1949. Pseudoterpna extrema ingår i släktet Pseudoterpna och familjen mätare. Inga underarter finns listade.